# Temusin kogurjói király
Temusin (Daemusin) (4–44) az ókori Kogurjo (Goguryeo) állam harmadik királya volt. Apja Juri (Yuri) király, nagyapja az államalapító  Tongmjong (Dongmyeong). 14 évesen lett király, 18 évesen meghódította Tongbujo (Dongbuyeo) államot és megölte annak királyát, Teszót (대소, Daesót). 26-ban meghódította a Kemaguk (개마국; „páncélozott lovas”, Gaemaguk) törzsi államot az Amnok folyó partján.

## Legenda
Temusin (Daemusin) fiához, Hodonghoz kapcsolódik Korea sajátos Rómeó és Júlia-jellegű legendája, a Hodong herceg és Nangnang hercegnő (Vangdzsa Hodongggva Nangnang kongdzsu (Wangja Hodonggwa Nangnang gongju), 왕자호동과 낙랑공주), mely szerint Temusin (Daemusin) elküldte a fiát, hogy hódítsa meg a kínai Lölang (Lelang) körzetet (koreaiul Nangnang), melynek a legenda szerint volt egy varázsdobja, amely jelezte, ha ellenség közeledik. A Nangnang hercegnő azonban beleszeretett Hodongba és elpusztította a dobot. Amikor a Kogurjo (Goguryeo) seregek elérték a várat, a Nangnang király megölte a lányát. Hodong Temusin (Daemusin) gyönyörű második feleségétől született, akire irigykedett az első feleség, ezért a királynak arra panaszkodott, hogy Hodong inzultálta és helytelenül viselkedett. Hodong erre öngyilkos lett. A legenda egy másik változata szerint Hodong a hercegnő halála miatt lett öngyilkos.

## Családja
Feleségei és gyermekei:
- ismeretlen királyné 
  - He U (해우, Hae U) herceg (? – 53), 48-tól Mobon király (모본왕)
- királyné a He (해, Hae) klánból
  - Hodong (호동) herceg (? – 32)

## Emlékezete
Videójáték és manhva (manhwa)
- Nexus: The Kingdom of the Winds

Televíziós sorozat
- The Kingdom of the Winds (Temusin (Daemusin) szerepében Szong Ilguk (Song Ilguk))
- Csamjonggo (Jamyeonggo) (Temusin (Daemusin) szerepében Mun Szonggun (Mun Seong-geun))